# Eslem Akar
Eslem Akar (* 23. März 1998 in Istanbul) ist eine türkische Schauspielerin.

## Leben und Karriere
Akar wurde am 23. März 1998 in Istanbul geboren. Sie studierte an der Bahçeşehir Üniversitesi. Ihr Debüt gab sie 2011 in der Fernsehserie Sen de Gitme. 2018 spielte Akar in Avlu mit. Außerdem bekam sie 2019 die Hauptrolle in Tek Yürek. Zwischen 2020 und 2021 spielte sie in Babam Çok Değişti mit. 2022 trat sie in Hakim auf.

## Filmografie
Filme
- 2020: Aile Şirketi
- 2022: Kendinden Kaçak

Serien
- 2011–2012: Sen de Gitme
- 2018: Avlu
- 2018: 4N1K İlk Aşk
- 2019: Tek Yürek
- 2019–2020: Güvercin
- 2020–2021: Babam Çok Değişti
- 2022: Hakim